# Еберхард фон Хаген
Еберхард фон Хаген (на немски: Eberhard von Hagen; * пр. 1075; † ок. 1093/сл. 1122) е господар на Хаген, имперски министериал, първият фогт на Драйайх и близък довереник на император Хайнрих IV.
Господарите на Хаген управляват като императорски мъже и фогти от замък Хайн в Драйайхенхайн. Тяхната собственост е най-вече във Ветерау и южно от Франкфурт на Майн в Хесен.

## Фамилия
Еберхард фон Хаген се жени за Гертруд фон Арнсбург (* ок. 1076; † ок. 1148), дъщеря на Куно фон Арнсберг († пр. 1093) и Матилда фон Билщайн († сл. 1092), дъщеря на Еберхард фон Билщайн († сл. 1093). Те имат един син:
- Конрад I фон Хаген († ок. 1152), господар на Хаген, женен за Лиукард († сл. 1129)